# Wings (canción de Little Mix)
«Wings» —en español: "Alas"— es una canción interpretada por el grupo femenino de origen británico Little Mix, perteneciente a su primer álbum de estudio, DNA, de 2012. Little Mix compusieron la canción con ayuda de Iain James, TMS, Erika Nuri, Michelle Lewis, Heidi Rojas y Mischke Butler, con Beyoncé y Michael Jackson como principales influencias. Sony la lanzó oficialmente como el segundo sencillo de la agrupación el 26 de agosto de 2012 mediante un EP publicado en iTunes.
«Wings» recibió elogios por parte de los críticos musicales. Algunos calificaron su estribillo como «pegadizo» e «increíble», mientras que otros dijeron que era «un comienzo prometedor» por parte del cuarteto. Asimismo, tuvo una buena recepción comercial, ya que alcanzó el primer puesto en las principales listas de Escocia, Irlanda y el Reino Unido. Para promocionar el sencillo, la agrupación lanzó un videoclip el 25 de julio de 2012 e interpretó el tema en distintos programas como Red or Black? y Daybreak.

## Descripción y lanzamiento
«Wings» es una canción de género pop con influencias del R&B y el teen pop compuesta por Little Mix con ayuda de Iain James, TMS —quien también la produjo—, Erika Nuri, Michelle Lewis, Heidi Rojas y Mischke Butler. Líricamente, habla acerca de amarse a uno mismo sin importar qué y de luchar contra la intimidación. El Remix escribió que su letra «nos invita a "abrir nuestras alas y liberarnos como mariposas"». En una entrevista con Digital Spy, el cuarteto citó a Beyoncé y a Michael Jackson como las principales influencias de «Wings». Cuando se les preguntó si sería una buena representación para su álbum debut, Jesy Nelson respondió: «Definitivamente, creo que nos encanta y estamos orgullosas de ello», luego Leigh-Anne Pinnock agregó: «Realmente es una mezcla de todo. Hay diferentes estilos». Después, en una entrevista con la revista Attitude, Nelson explicó que: 

«"Wings" es una canción para sentirse bien. Queremos que la gente sienta algo cuando la escuchan. Pero no queremos que sea demasiado cursi con el "cree en ti" [...] No hay nada de malo en escribir canciones sobre los clubes y las fiestas, pero creo que es genial hacer una canción que signifique algo».

Asimismo, en una entrevista con la revista Glamour, Nelson expresó que también es sobre «no dejar que nadie te derribe». El 1 de julio de 2012, el cuarteto publicó el audio del tema en su canal oficial de VEVO en YouTube y un día después BBC la reprodujo por primera vez en la radio. Sony la lanzó oficialmente como el segundo sencillo de la agrupación el 26 de agosto de 2012 mediante un EP publicado en iTunes. De acuerdo con la partitura publicada por Sony/ATV Music Publishing en el sitio web Musicnotes, la canción tiene un tempo allegro de 112 pulsaciones por minuto y está compuesta en la tonalidad de mi menor. El registro vocal de las integrantes del grupo se extiende desde la nota si menor hasta la do mayor.

## Recepción

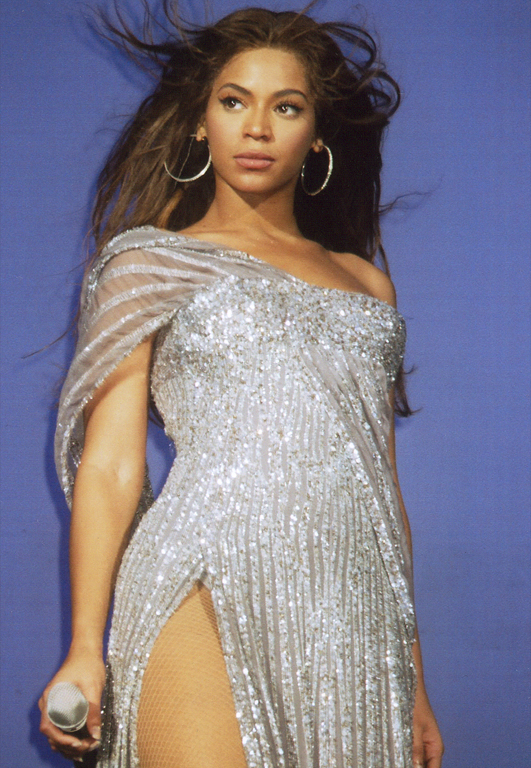
El Remix comparó el ritmo del tema con el de «End of Time» de la cantante Beyoncé.

### Comentarios de la crítica
«Wings» obtuvo buenos comentarios por parte de distintos críticos musicales. Robert Copsey de Digital Spy le otorgó cuatro estrellas de cinco y añadió que la canción estaba «a la altura de la expectativa». También dijo que «el resultado no es el salvador de lo que todos esperaban [del grupo], pero teniendo en cuenta el trabajo que estuvo en sus manos, es un comienzo prometedor». Michael Cragg del periódico británico The Guardian escribió que «tiene todo lo que quieres oír en una canción pop de 2012». Dara Hickey del sitio Unreality Shout la calificó con tres estrellas y comentó que su mensaje es fácil de apreciar. Katelucey de Sugar Scape dijo que: 

«[Esta canción] es jodidamente impresionante [...] Un estribillo pegadizo, lleno de armonías y aplausos suficientes para hacernos bailar en nuestras sillas como si estuviéramos en una especie de coro góspel, esto de seguro será un éxito en las listas para las chicas [...] Ha estado recibiendo críticas muy favorables de parte de la prensa musical, y las chicas han retwitteado a alguien que dijo que es como "las lágrimas de Jesús". Intenso».

John Dingwall de Daily Record la nombró «la canción de la semana» y la calificó con tres puntos de cinco. El sitio Musiceyz publicó que «es una pista pop muy agradable». El sitio Pop Justice mencionó que es «extraordinaria», tiene un «buen ritmo» y su estribillo es «increíble». Katherine St Asaph de PopDust alabó su producción y le dio tres rayos de cinco. Matt Wilkinson de NME la comparó con «Idioteque» de Radiohead, mientras que El Remix comparó su ritmo con el de «End of Time» de Beyoncé. John Earls del diario Daily Star elogió las voces de las integrantes del cuarteto y le otorgó al tema ocho puntos de diez.

### Recibimiento comercial
La canción contó con una buena recepción comercial. En la semana del 30 de agosto de 2012, «Wings» debutó directamente en la primera posición de la lista Irish Singles Chart, pero una semana después bajó a la cuarta posición y «Hall of Fame» de The Script y Will.i.am tomó el número uno. En Escocia alcanzó el primer puesto del conteo Scottish Singles Chart en la semana del 8 de septiembre de 2012. En el Reino Unido también llegó a la posición número uno en su semana debut, con un total de 106 766 copias vendidas, lo que lo convirtió en el segundo sencillo de la agrupación que lo logra, detrás de «Cannonball». Para finales de diciembre, había vendido más 390 mil copias y por ello se convirtió en uno de los sencillos más vendidos del 2012 en el territorio. Al respecto, Little Mix dijeron que: 

«¡Guau! ¡número uno! Queremos agradecer a todos los Little Mixers que compraron el sencillo [...] Ustedes han hecho realidad todos nuestros sueños [...] Obviamente significa mucho porque llegamos al número uno en Navidad con "Cannonball", pero esa no era una canción nuestra realmente, así que ahora nos hemos convertido en el número uno con una canción escrita por nosotras, estamos tan orgullosas, la mejor sensación de todas».

Para octubre de 2013, había vendido casi 500 mil copias en el Reino Unido, lo que lo convierte en el quinto sencillo debut más vendido por un artista salido de The X Factor. Por otra parte, en Australia debutó en la posición treinta y cuatro y tardó tres semanas en alcanzar el tercer puesto, su posición más alta en el Australian Singles Chart. Debido a sus buenas ventas, la ARIA le otorgó tres disco de platino por haber vendido más de 210 000 copias en el país. En Nueva Zelanda alcanzó la decimoquinta posición del New Zealand Singles Chart en la semana del 29 de octubre de 2012. A casi dos meses de haber debutado en el conteo, obtuvo un disco de oro por vender 7500 copias en el país. En las radios de Eslovaquia llegó hasta el puesto veintiséis, mientras que en las de Hungría hasta el veintidós. En los Estados Unidos, alcanzó la posición setenta y uno en la Billboard Hot 100, mientras que la veintiséis en Pop Songs. Más tarde, la RIAA le dio un disco de oro por vender medio millón de copias en el país.

## Promoción

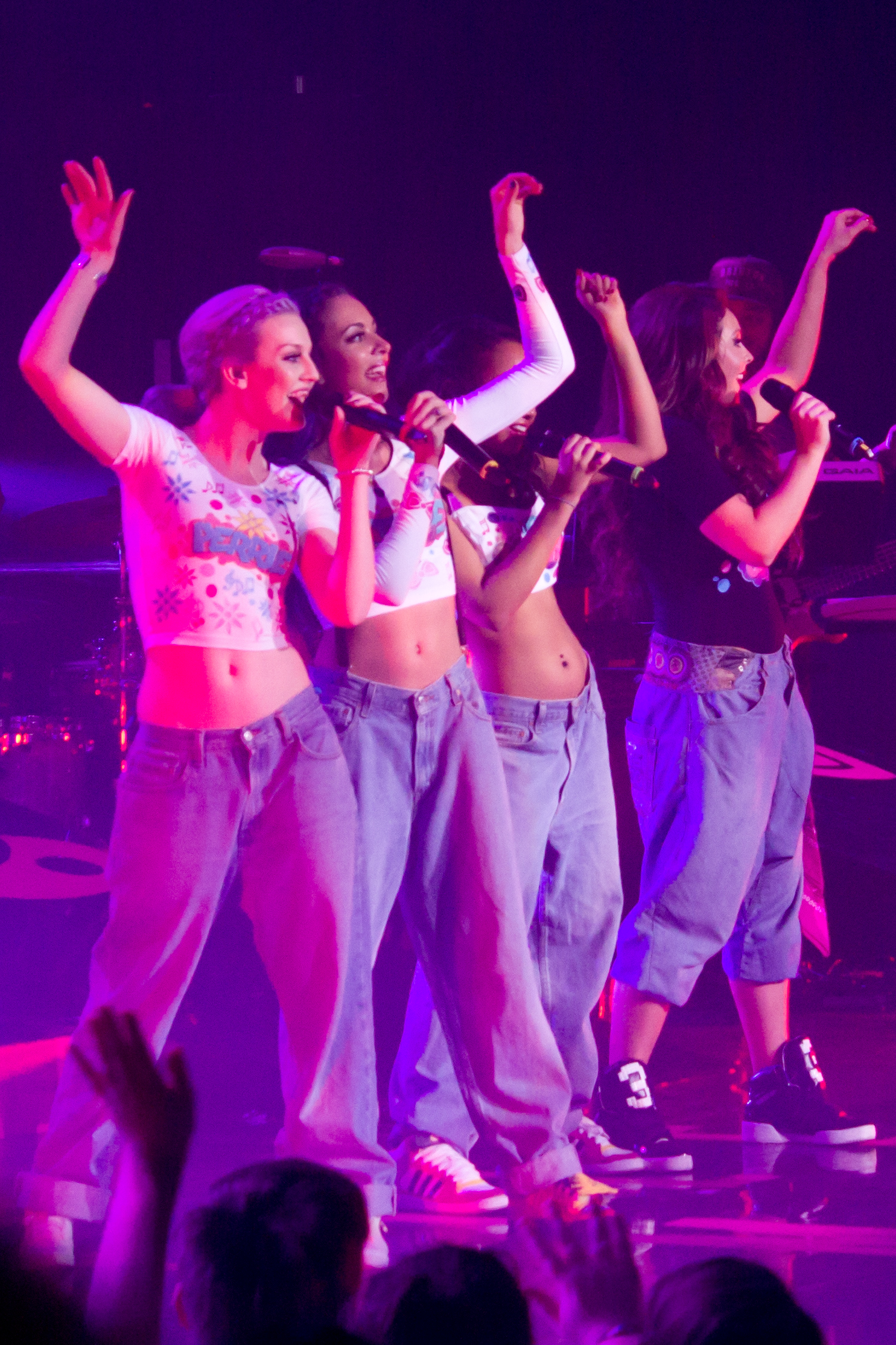
Little Mix interpretando el sencillo en su DNA Tour en febrero de 2013

### Vídeo musical
El dúo Max & Dania dirigió el videoclip de «Wings», el cual se publicó el 25 de julio de 2012 en la cuenta de VEVO de Little Mix en el sitio YouTube. En una entrevista con la revista Glamour, cuando se les preguntó cómo fue la filmación del vídeo, Jesy Nelson contestó que:

«Fue tan divertido. Era nuestra primera vez; obviamente no hicimos realmente uno para "Cannonball", solo eran escenas de lo que pasó mientras estábamos en The X Factor. Así que este es nuestro primer vídeo propio. Fue increíble, pero estábamos verdaderamente cansadas. Creo que comenzamos a las 4 de la mañana y no terminamos hasta las 2 de la mañana del día siguiente. Y la rutina que está en el vídeo tuvimos que hacerla una y otra vez».

Este comienza con una serie de interludios que muestran al cuarteto enfocado en una pantalla de cuatro y un corazón de luces de neón con las siglas «LM». En seguida se ve a cada una de las integrantes bailando por separado en diferentes escenarios decorados con equipos de sonido, lazos, flores y grafitis. Luego empiezan a ejecutar una coreografía con un grupo de bailarines como acompañamiento. El videoclip acaba con Little Mix abrazadas mirando fijamente a la cámara.

### Presentaciones en vivo
El día de su publicación en YouTube, Little Mix interpretaron el tema en el festival T4 on the Beach. Luego, presentaron una versión acústica para la radio In:Demand el 18 de julio. También lo interpretaron en el programa Red or Black? el 14 de agosto. El 3 de septiembre, asistieron al programa de noticias Daybreak (ITV) para cantar la canción. El 7 de octubre, la volvieron a interpretar en los BBC Radio 1 Teen Awards junto con su segundo sencillo «DNA». Después, el 30 de octubre, interpretaron «Wings» en la versión australiana de The X Factor. Al día siguiente, la presentaron en el programa matutino australiano Sunrise.  De la misma manera, la canción fue incluida en los repertorios de las giras DNA Tour (2011), The Salute Tour (2014) y The Get Weird Tour (2016).

## Formatos y remezclas
- Descarga digital

| Wings (Remixes) — EP |                                |          |  |
| N.º                  | Título                         | Duración |  |
| 1.                   | «Wings»                        | 3:40     |  |
| 2.                   | «Wings» (The Alias Club Mix)   | 4:59     |  |
| 3.                   | «Wings» (Sunship Extended Mix) | 4:50     |  |
| 4.                   | «Wings» (Instrumental)         | 3:38     |  |

## Posicionamiento en listas

### Semanales
| Australia      | Australian Singles Chart  | 3  |
| Canadá         | Canadian Hot 100          | 71 |
| Escocia        | Scottish Singles Chart    | 1  |
| Eslovaquia     | Radio Top 100 Chart       | 26 |
| Estados Unidos | Billboard Hot 100         | 71 |
| Estados Unidos | Pop Songs                 | 26 |
| Hungría        | Rádiós Top 40             | 22 |
| Irlanda        | Irish Singles Chart       | 1  |
| Nueva Zelanda  | New Zealand Singles Chart | 15 |
| Reino Unido    | UK Singles Chart          | 1  |

### Sucesión en listas
| Predecesor: «Little Talks» de Of Monsters and Men | Irish Singles Chart — Sencillo número uno 30 de agosto de 2012 — 6 de septiembre de 2012        | Sucesor: «Hall of Fame» de The Script con Will.i.am                    |
| Predecesor: «Bom Bom» de Sam & The Womp           | UK Singles Chart — Sencillo número uno 8 de septiembre de 2012 — 15 de septiembre de 2012       | Sucesor: «Let Me Love You (Until You Learn to Love Yourself)» de Ne-Yo |
| Predecesor: «Bom Bom» de Sam & The Womp           | Scottish Singles Chart — Sencillo número uno 8 de septiembre de 2012 — 15 de septiembre de 2012 | Sucesor: «Blow Me (One Last Kiss)» de Pink                             |

### Certificaciones
| País           | Organismo certificador | Certificación | Ventas certificadas | Ref.   |
| -------------- | ---------------------- | ------------- | ------------------- | ------ |
| Australia      | ARIA                   | 3× Platino    | 210 000             | [ 32 ] |
| Brasil         | PMB                    | Oro           | 20 000              | [ 46 ] |
| Canadá         | MC                     | Oro           | 40 000              | [ 47 ] |
| Estados Unidos | RIAA                   | Oro           | 500 000             | [ 38 ] |
| Nueva Zelanda  | RIANZ                  | Oro           | 7500                | [ 34 ] |
| Reino Unido    | BPI                    | Platino       | 893 000             | [ 49 ] |

### Anuales
| Australia   | Australian Singles Chart | 82 |
| Reino Unido | UK Singles Chart         | 40 |

## Créditos y personal
- Voz: Little Mix.
- Composición: Little Mix, Iain James, TMS, Erika Nuri, Michelle Lewis, Heidi Rojas y Mischke Butler.
- Producción: TMS.

Fuente: Discogs y Examiner.com.